# Последующие Нюрнбергские процессы
После́дующие (Ма́лые) Нюрнбе́ргские проце́ссы (англ. Subsequent Nuremberg trials) — проходивший после главного Нюрнбергского процесса над руководством Третьего рейха цикл из 12 судебных процессов (1946—1949) над нацистскими деятелями меньшего масштаба.

## Особенности судопроизводства
В отличие от главного процесса, эти дела слушал не Международный военный трибунал, представлявший всех 4 союзников, а «Нюрнбергский военный трибунал», созданный лишь военным командованием США согласно праву, данному Контрольной комиссией всем союзникам самостоятельно судить нацистов в пределах своей оккупационной зоны (Нюрнберг входил в американскую зону). Соответственно дела формулировались в виде «Соединённые Штаты против…», а прокуроры и следователи также были американцами. Слушания по всем делам происходили в том же Нюрнбергском дворце правосудия, что и главный процесс.

## Двенадцать процессов
Процессы организовывались в соответствии с профессиональной и организационной принадлежностью группы подсудимых. Самым известным является суд над нацистскими врачами; внимание привлёк также необычный в мировой истории суд, подсудимыми которого стали нацистские судьи.
- Процесс над нацистскими врачами (США против Карла Брандта) (Case I: Doctors trial).
  - Осуждено: к смертной казни — 7. К тюремному заключению — 9. Оправданы — 7.
- Процесс Эрхарда Мильха (США против Эрхарда Мильха) (Case II: Milch trial)
  - Осуждено: к смертной казни — нет. К тюремному заключению — 1. Оправданы — нет.
- Процесс над нацистскими судьями (США против Йозефа Альтштеттера) (Case III: Lawyers trial)
  - Осуждено: к смертной казни — нет. К тюремному заключению — 10. Оправданы — 4.
- Процесс по делу Главного административно-хозяйственного управления СС (США против Освальда Поля) (Case IV: SS Central Economic and Administrative Office)
  - Осуждено: к смертной казни — 4 (3 заменено тюрьмой). К тюремному заключению — 12. Оправданы — 3.
- Нюрнбергский процесс по делу Фридриха Флика (США против Фридриха Флика) (Case V: Flick trial)
  - Осуждено: к смертной казни — нет. К тюремному заключению — 3. Оправданы — 3.
- Процесс IG Farben (США против Карла Крауха) (Case VI: IG Farben trial)
  - Осуждено: к смертной казни — нет. К тюремному заключению — 13. Оправданы — 10.
- Процесс над генералами юго-восточного фронта (США против Вильгельма Листа) (Case VII: Generals on southeastern front)
  - Осуждено: к смертной казни — нет. К тюремному заключению — 8. Оправданы — 2.
- Процесс по делу о расовых преступлениях (США против Ульриха Грейфельта) (Case VIII: Central Race and Settlement Office)
  - Осуждено: к смертной казни — нет. К тюремному заключению — 13. Оправданы — 1.
- Процесс по делу об айнзатцгруппах (США против Отто Олендорфа) (Case IX: Task forces)
  - Осуждено: к смертной казни — 14 (9 заменено тюрьмой). К тюремному заключению — 8. Оправданы — нет.
- Процесс по делу Альфрида Круппа (США против Альфрида Круппа) (Case X: Krupp trial)
  - Осуждено: к смертной казни — нет. К тюремному заключению — 11. Оправданы — 1.
- Процесс по делу «Вильгельмштрассе» (США против Эрнста фон Вайцзеккера) (Case XI: Wilchelmstrasse trial)
  - Осуждено: к смертной казни — нет. К тюремному заключению — 19. Оправданы — 2.
- Нюрнбергский процесс по делу военного командования Германии (США против Вильгельма фон Лееба) (Case XII: Wermacht High Command)
  - Осуждено: к смертной казни — нет. К тюремному заключению — 11. Оправданы — 2[2].

## Итоги и помилования
Всего перед этими 12 процессами предстало 185 обвиняемых, из которых 142 признаны виновными. 24 приговорено к смертной казни (помилованы 11, казнены 13), 20 — к пожизненному заключению, 98 — к различным срокам, 35 — оправданы. Остальным 8 обвиняемым приговоры не были вынесены по разным причинам (признаны невменяемыми, по медицинским показателям, умерли до суда).
В 1951 многие осуждённые на этих процессах подверглись амнистии либо их сроки были существенно сокращены.

## В массовой культуре
- Суду над немецкими юристами в 1948 посвящён фильм «Нюрнбергский процесс» (Judgment at Nuremberg, 1961)[3].